# طوني دريفوس
طوني دريفوس (بالفرنسية: Tony Dreyfus) هو محامي وسياسي فرنسي، ولد في 9 يناير 1939 في باريس في فرنسا. حزبياً، نشط في الحزب الاشتراكي.

## مناصب
- انتخب نائب فرنسي عن دائرة الدائرة الخامسة بباريس  [لغات أخرى]‏ خلال فترته النيابية [الإنجليزية]‏ (20 يونيو 2007 – 19 يونيو 2012).
- انتخب نائب فرنسي عن دائرة الدائرة الخامسة بباريس  [لغات أخرى]‏ خلال فترته النيابية  [لغات أخرى]‏ (19 يونيو 2002 – 19 يونيو 2007).
- انتخب نائب فرنسي عن دائرة الدائرة الخامسة بباريس  [لغات أخرى]‏ خلال فترته النيابية  [لغات أخرى]‏ (12 يونيو 1997 – 18 يونيو 2002).
- انتخب عمدة دائرة  [لغات أخرى]‏ عن دائرة الدائرة العاشرة في باريس (25 يونيو 1995 – 16 مارس 2008).